# NGC 1219
NGC 1219 (другие обозначения — UGC 2556, MCG 0-9-6, ZWG 390.6, KUG 0305+019, IRAS03058+0154, PGC 11752) — спиральная галактика (Sc) в созвездии Кит. Открыта Альбертом Мартом в 1864 году. Описание Дрейера: «тусклый, довольно крупный объект круглой формы». Возможно, NGC 1219 относится к сейфертовским галактикам.
Этот объект входит в число перечисленных в оригинальной редакции «Нового общего каталога».